# کلیسای کالجی تثلیث

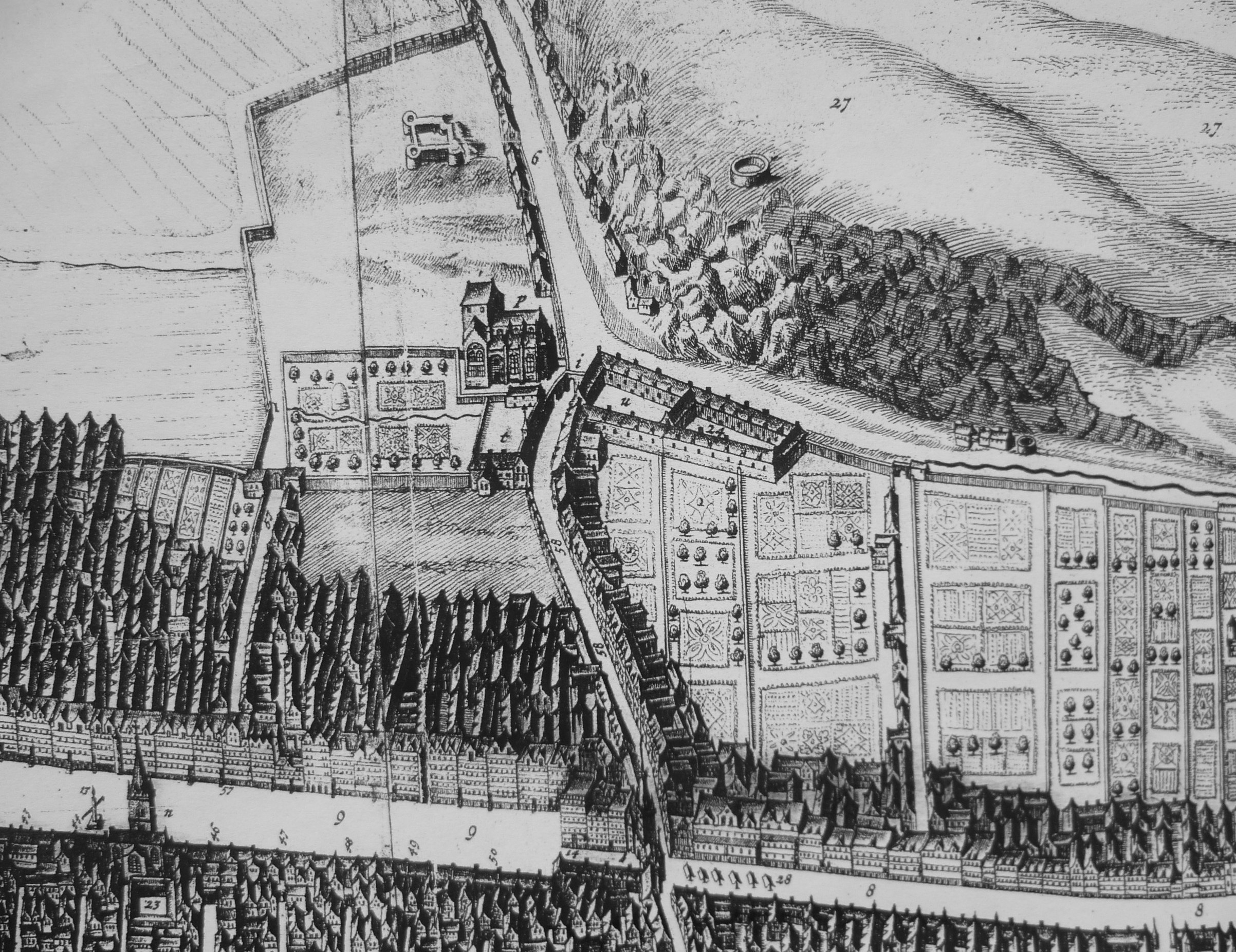
کلیسای تثلیت در حدود ۱۶۴۷

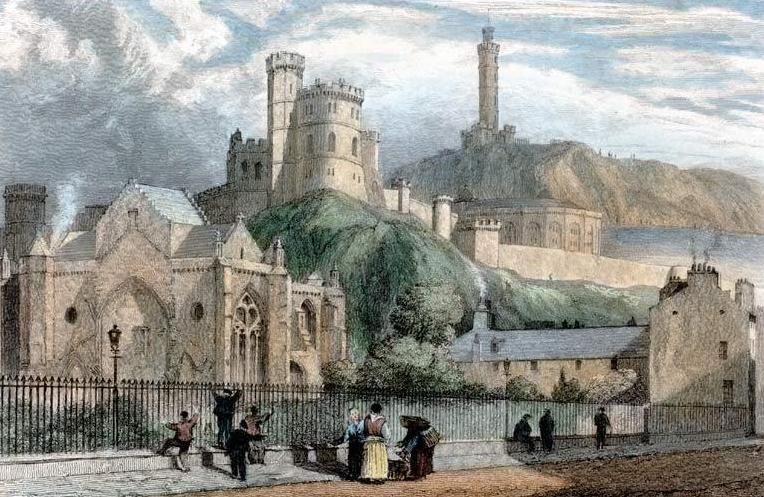
نقاشی از کلیسا در ۱۸۲۵

کلیسای کالج تثلیث (انگلیسی: Trinity College Kirk) یک کلیسای کالجی سلطنتی در ادینبرای اسکاتلند بود. این کرک (=چرچ، کلیسا) و شفاخانه و پناهگاه فقرای مجاور آن را مری گیلدرز در سال ۱۴۶۰ به یاد همسرش جیمز دوم اسکاتلند ساخت. پیکر خود او (مری) نیز تا ۱۸۴۸ و پیش از انتقال به صومعه هولی‌رود در این مکان دفن شده بود. این بنا در شیوهٔ معماری گوتیک ساخته شده بود و به همراه شفاخانهٔ مجاورش در ۱۸۴۸ برای ساخت ایستگاه راه‌آهن ادینبورو ویورلی و با وجود اعتراض انجمن عتیقه‌شناسان اسکاتلند تخریب شد و جز چند عکس قدیمی چیزی از آن نمانده‌است.